# Opacoinvolvulus furvus
Opacoinvolvulus furvus is een keversoort uit de familie Rhynchitidae. De wetenschappelijke naam van de soort is voor het eerst geldig gepubliceerd in 1923 door Voss.